# Myaungmya
Cette page contient des caractères spéciaux ou non latins. S’ils s’affichent mal (▯, ?, etc.), consultez la page d’aide Unicode.

Myaungmya (birman မြောင်းမြမြို့) est une ville de Birmanie située dans la Région d'Ayeyarwady.
La ville est peuplée de birmans et de karens, dont certains sont protestants ; elle abrite un séminaire de l'église adventiste du septième jour et un lycée.

## Histoire
Myaungmya est la ville natale d'U Nu (1907-1995), premier premier ministre de la Birmanie après son indépendance. Elle fut aussi une des villes où fut appliquée l'éducation nationaliste anti-coloniale, lorsqu'U Nu y était officier de district.
Le district de Myaungmya a été formé en 1893 à partir d'une portion du district de Bassein. Sa superficie est de 6900 km² pour 280 000 habitants. Il se trouve dans le delta de l'Irrawaddy, limité par la mer d'Andaman au sud et parcouru de cours d'eau. La culture du riz et la pêche y sont presque les seules activités.